# Stephen McGee
Stephen Richard McGee (Round Rock, 27 settembre 1985) è un giocatore di football americano statunitense che nel ruolo di quarterback per gli Hamilton Tiger-Cats della Canadian Football League (CFL). Fu scelto nel corso del quarto giro (101º assoluto) del Draft NFL 2009 dai Dallas Cowboys. Al college giocò a football alla Texas A&M University.

## Carriera professionistica

### Dallas Cowboys
McGee fu scelto nel quarto giro del Draft 2009 dai Dallas Cowboys. Fu il primo quarterback scelto nel draft dai Cowboys da Quincy Carter nel 2001 e il secondo dal 1991.
Dopo che il titolare Tony Romo fu inserito in lista infortunati nel 2010, McGee divenne il secondo quarterback nelle gerarchie dei Cowboys dietro Jon Kitna. Nella gara del 24 dicembre 2010 contro gli Arizona Cardinals, McGee sostituì l'infortunato Kitna nel secondo tempo e passò il suo primo touchdown, portando i Cowboys in vantaggio 26–24 a 107 secondi dal termine, anche se poi i Cardinals segnarono un field goal lo portò a vincere 27-26. McGee terminò completando 11 passaggi su 17 per 111 yard e un passer rating di 102,8. Nell'ultima gara della stagione regolare contro i Philadelphia Eagles, McGee disputò la sua prima gara come titolare nella NFL. Completò 11 passaggi su 27 per 127 yard e un touchdown per Jason Witten a 55 secondi dal termine, dando la vittoria alla sua squadra per 14-13.
Il 24 dicembre 2011, nella sconfitta 20–7 contro gli Eagles, McGee sostituì l'infortunato Romo e completò 24 passaggi su 38 per 182 yard con un touchdown e nessun intercetto subito.
Anche se i Cowboys progettavano di farlo crescere come quarterback di riserva, dopo che Jon Kitna si ritirò nel 2012, la franchigia fu costretta a firmare Kyle Orton per quel ruolo, poiché McGee non riuscì mai a sviluppare l'abilità nel passare i palloni a tutto campo su base regolare. Il 1º settembre fu svincolato dalla squadra.
McGee fece un provino con i Chicago Bears il 12 dicembre 2012 ma non riuscì a firmare con la squadra.

### Houston Texans
McGee firmò un contratto da riserva con gli Houston Texans il 24 gennaio 2013.

### Hamilton Tiger-Cats
Il 25 settembre 2013, McGee firmò con gli Hamilton Tiger-Cats della Canadian Football League.

## Vittorie e premi
Nessuno

## Statistiche
NFL
| Yard passate  | 420  |
| Touchdown     | 3    |
| Intercetti    | 0    |
| Passer rating | 82,4 |